# Benzotiazol
Benzotiazol – heterocykliczny, organiczny związek chemiczny o wzorze sumarycznym C7H5NS. Zbudowany jest z pierścienia benzenowego i połączonego z nim pierścienia tiazolowego.